# Steve Arneil
Steve Arneil (ur. 29 sierpnia 1934 w Krugersdorp w RPA, zm. 2 lipca 2021 w Londynie) – brytyjski karateka, prezydent, instruktor i trener brytyjskiego Karate Kyokushinkai, wiceprezydent Europejskiej Organizacji Kyokushin, posiadacz 10 dana w IFK Kyokushinkai. Posługiwał się tytułem hanshi.
Arneil urodził się w Południowej Afryce w 1934 r. W wieku 17 lat zdobył 1 Dan w judo. W 1962 r. wyjechał do Japonii, aby uczyć się karate u Sosai Masutatsu Ōyamy (10 dan). W 1965 r. posiadał 3 dan. Był pierwszym studentem karate, który pomyślnie zdał test „100 Kumite”. W 1965 r. przybył do Anglii i jeszcze w tym samym roku założył Brytyjski Związek Karate Kyokushinkai. W latach 1968–1976 był trenerem angielskiej reprezentacji Karate Kyokushinkai. W 1975 roku został ogłoszony Najlepszym Trenerem Świata.